# Cheikh Najjar
Cheikh Najjar (arabe : شيخ نجار) est une petite ville industrielle de la banlieue d'Alep dans le nord de la Syrie. Elle dépend du gouvernorat d'Alep et du district du mont Siméon et se trouve à 10 kilomètres au nord-est d'Alep. Selon le recensement de 2004, Cheikh Najjar comptait 2 588 habitants.

## Géographie
Cette ville de banlieue d'Alep se trouve proche de Kafr Saghir au nord, d'al-Mouslimiyah au nord-ouest, de Tell Chaghib au sud et de Fah au sud-est.

## Histoire
C'est aussi une ville industrielle relativement proche de la frontière avec la Turquie avec qui elle commerçait activement avant la guerre civile syrienne. En effet en 2010-2011 sur les 1 923 firmes et sociétés établies ici, environ 40% étaient détenues par des citoyens turcs, et la plupart bénéficiaient d'accords tarifaires entre la Syrie et la Turquie et de facilités administratives.
À l'époque Cheikh Najjar est la première ville d'importance à être construite en dehors des grands boulevards périphériques d'Alep, avec ses usines et ses cités-dortoirs. Selon Anna I. Del Monaco, experte géographe italienne spécialisée dans le développement urbain, Cheikh Najjar avait alors un grand potentiel d'attraction.
Depuis le début de la guerre (2011) et surtout la bataille d'Alep, les combats se poursuivent ici à intervalles réguliers ayant pour conséquence (comme à Alep) la destruction de centaines de bâtiments civils et d'entreprises. Cette banlieue industrielle est prise par les djihadistes de l'État islamique et du front al-Nosra de juillet 2012 au 7 juillet 2014. Selon un reportage de l'agence Reuters du 4 octobre 2012, la zone industrielle « n'est plus qu'une ville fantôme où des gardes tentent de protéger quelques usines au grand péril de leur vie ». L'organisation terroriste État islamique tenait ici, comme toutes les villes prises par lui, une prison atroce. Les djihadistes se rapprochent encore de la ville à la fin d'octobre 2015, mais la contre offensive rebelle de février 2016 les repousse vers al-Bab leur dernier bastion.